# Struttura primaria

La struttura primaria di una proteina è una catena di amminoacidi.

In biochimica, la struttura primaria di una biomolecola è la descrizione esatta della sua composizione atomica e dei legami presenti tra gli atomi (inclusa la stereochimica).
Per un tipico biopolimero lineare non ramificato (come una molecola di DNA o RNA, o le proteine), la struttura primaria equivale alla sequenza ordinata con cui le singole subunità monomero si succedono lungo la catena.
L'espressione "struttura primaria" venne coniata da Kaj Ulrik Linderstrom-Lang, nel suo lavoro Lane Medical Lectures del 1951. A volte questa espressione viene erroneamente sostituita con "sequenza primaria", che non è parallela alla struttura secondaria e struttura terziaria.

## Struttura primaria dei polipeptidi
In generale i polipeptidi sono polimeri non ramificati e la loro struttura primaria può spesso essere specificata attraverso la sequenza amminoacidica. Tuttavia le proteine possono legarsi assieme, comunemente attraverso ponti disolfuro; in questo caso è necessario specificare nella struttura primaria anche le cisteine coinvolte nel legame.
I centri chirali di una catena polipeptidica possono andare incontro a racemizzazione. In particolare gli L-amminoacidi che si trovano normalmente nelle proteine possono spontaneamente isomerizzare a livello di un atomo {\displaystyle \mathrm {C^{\alpha }} }, formando D-amminoacidi che non possono essere scissi dalla maggior parte delle proteasi.
Infine la proteina può andare incontro alle seguenti modificazioni post-traduzionali:
- acetilazione {\displaystyle \mathrm {-C(=O)-CH_{3}} }

la carica positiva sul N-terminale può essere eliminata, modificando l'N-terminale in un gruppo acetile;
- formilazione {\displaystyle \mathrm {-C(=O)H} }

la metionina N-terminale, presenta di solito un gruppo aldeide (a volte lo stesso residuo di metionina, seguito da Gly o Ser), che viene rimosso dall'enzima deformilasi;
- piroglutammato

Una terminazione amminica del glutammato (Glu) si può attaccare a se stessa formando un gruppo piroglutammico ciclico.
- miristilazione {\displaystyle \mathrm {-C(=O)-\left(CH_{2}\right)_{12}-CH_{3}} }

Simile all'acetilazione. Al posto di un semplice gruppo metilico, si aggiunge un gruppo miristile che ha una coda di 13 carboni idrofobici, che lo rendono ideale per ancorare le proteine alla membrana cellulare.
Anche il C-terminale del gruppo carbossilico di un polipeptide può essere modificato, ad esempio,

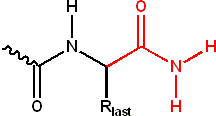
ammidazione del C-terminale

- ammidazione (vedi Figura)

Il C-terminale può essere bloccato (neutralizzando la sua carica negativa) tramite ammidazione.
- aggancio glicosil fosfatidilinositolo (GPI)

Il glicosil fosfatidilinositolo è un lungo gruppo fosfolipidico idrofobico prostetico che unisce le proteine alle membrane cellulari. È agganciato al polipeptide C-terminale attraverso un legame ammidico che lo unisce anche all'etanolammina, e da lì a vari zuccheri ed infine al mezzo lipidico fosfatidilinositolo.
Infine, la catena laterale del peptide può essere modificata covalentemente, ad esempio:
- fosforilazione

Dopo il taglio, la fosforilazione è forse una delle più importanti modifiche chimiche delle proteine. Un gruppo fosfato può essere attaccato al gruppo ossidrilico di serina, treonina e tirosina, aggiungendo una carica negativa al sito e dando luogo ad un amminoacido non naturale. Questa reazione è catalizzata dalla chinasi e la reazione inversa è catalizzata dalla fosforilasi. Le tirosine fosforilate sono spesso usate come punti di attacco che legano una proteina all'altra, altre volte la fosforilazione di un residuo di Ser/Thr induce un cambiamento conformazionale, presumibilmente per la carica negativa introdotta. Gli effetti della fosforilazione dei residui Ser/Thr possono essere, talvolta simulati mutando il residuo in glutammato.
- glicosilazione

Un nome che raggruppa una serie di modifiche chimiche molto comuni ed eterogenee. Gli zuccheri possono essere attaccati alla catena laterale di Ser/Thr attraverso il gruppo ossidrilico, o al gruppo amminico della Asn. Queste aggiunte hanno molteplici funzioni e possono essere bloccate con certi inibitori come la tunicamicina.
- deammidazione (formazione di succinimmide)

In questa modificazione, una catena laterale formata da asparagina o aspartato si aggancia al legame peptidico seguente, formando un'intermediazione simmetrica di succinimide. L'idrolisi dell'intermediario produce aspartato o il β-amminoacido iso(Asp). Per l'asparagina, essa viene prodotta nella perdita del gruppo ammide, da cui il nome "deammidazione".
- idrossilazione

I residui di prolina possono essere idrolizzati ad entrambi gli atomi, come la lisina (ad un atomo). L'idrossiprolina è un componente critico del collagene, che diventa instabile con la sua perdita. La reazione d'idrossilazione è catalizzata da un enzima che richiede acido ascorbico (vitamina C), la cui mancanza può condurre a diverse malattie tessuto-connettivali come lo scorbuto.
- metilazione

Molti residui proteici possono essere metilati, specialmente i gruppi positivi di lisina e arginina. La metilazione di questi siti è usata per regolare le proteine di legame agli acidi nucleici. I residui di lisina possono essere metilati singolarmente, doppiamente o anche triplamente. La metilazione, comunque, non altera la carica positiva sulla catena laterale.
- acetilazione

L'acetilazione degli ammino gruppi della lisina è analoga chimicamente all'acetilazione del N-terminale. In ogni caso, dal punto di vista funzionale l'acetilazione dei residui di lisina è usata per regolare il legame delle proteine agli acidi nucleici. L'annullamento della carica positiva sulla lisina indebolisce l'attrazione elettrostatica per gli acidi nucleici (caricati negativamente).
- solfatazione

Le tirosine possono essere solfatate sui loro {\displaystyle \mathrm {O^{\eta }} } atomi. Piuttosto insolitamente, questa modificazione si verifica nell'apparato di Golgi, non nel reticolo endoplasmatico. In modo simile alle tirosine fosforilate, le tirosine solfatate sono usate per specifici riconoscimenti, es., nei recettori chemochinici sulla superficie cellulare. Come avviene con la fosforilazione, la solfatazione aggiunge cariche negative ad un sito precedentemente neutro.
- prenilazione e palmitoilazione {\displaystyle \mathrm {-C(=O)-\left(CH_{2}\right)_{14}-CH_{3}} }

Gruppi isoprenilici idrofobici (es., gruppi farnesilici, geranilici, e geranilgeranilici) e gruppi palmitoilici possono essere aggiunti agli atomi {\displaystyle \mathrm {S^{\gamma }} } dei residui di cisteina per ancorare proteine alle membrane cellulari. Diversamente dalle ancore GPI e miristoliche, questi gruppi non sono aggiunti necessariamente ai terminali.
- carbossilazione

Una modifica relativamente rara, che aggiunge un gruppo carbossilato (e, quindi, una doppia carica negativa) alla catena laterale di un glutamato, producendo un residuo Gla, è usata per consolidare il legame con ioni metallici come il calcio.
- ADP-ribosilazione

Il gruppo ADP-ribosilico può essere trasferito a diversi tipi di catene laterali presenti all'interno delle proteine, con effetti eterogenei. Tali modifiche sono prodotte dalle potenti tossine di diversi batteri, come Vibrio cholerae, Corynebacterium diphtheriae and Bordetella pertussis.
- ubiquitinazione e SUMOilazione

Diverse proteine, tra le quali l'ubiquitina è la più comune, possono essere attaccate, tramite il loro C-terminale, al gruppo ammonio della catena laterale di una lisina presente su altre proteine; questo legame rappresenta un segnale per la degradazione del complesso proteina-ubiquitina.
La maggior parte delle modificazioni elencate sono post-traduzionali, cioè si verificano dopo che la proteina è stata sintetizzata sul ribosoma, all'interno del reticolo endoplasmatico, un organello subcellulare della cellula eucariotica.
Molte altre reazioni chimiche (es., la cianilazione) sono state ottenute in laboratorio, sebbene non siano state trovate nei sistemi biologici.

### Modificazioni della struttura primaria
Oltre a ciò che è stato detto sopra, la più importante modifica della struttura primaria è il clivaggio proteico (vedi: Proteasi). Le proteine sono spesso sintetizzate come precursori inattivi; tipicamente un segmento N o C terminale blocca il sito attivo di tali peptidi, inibendone la funzione. Tali proteine sono attivate tagliando via questi segmenti inibitori.
Alcune proteine inoltre hanno il potere di auto-tagliarsi. Tipicamente un gruppo ossidrile di una serina (raramente una treonina) o il gruppo tiolico di un residuo di cisteina attaccano il carbonio carbossilico che precede il punto di taglio, formando un intermedio tetraedrico (nominato come un'idrossiossazolidina (Ser/Thr) oppure un'idrossitioazolidina se derivato dalla cisteina). Questo intermedio tende poi a stabilizzarsi nella forma ammidica, espellendo il gruppo attaccato, perché la forma ammidica è favorita termodinamicamente (presumibilmente grazie alla forte risonanza che stabilizza il legame peptidico). Comunque, ulteriori interazioni possono rendere la forma ammidica meno stabile; in tal caso è espulso l'ammino-gruppo, formando così un legame estere (ser/thr) o un tioestere (cys) che sostituisce il legame peptidico. Questa reazione è una N-O acyl shift.
Il legame estere/tioestere si può rompere in vari modi:
- Semplice idrolisi che divide il polipeptide, dove l'amminogruppo liberato diventa il nuovo N terminale. Questo è stato visto nella maturazione della glicosilasparginasi.
- Anche una beta-eliminazione può dividere la catena, ma in tal caso si forma un gruppo piruvile al nuovo N terminale. Questo gruppo può essere usato per attaccare cofattori catalitici covalentemente ad alcuni enzimi, specialmente decarbossilasi come nella S-adenson-metionina decarbossilasi (SAMDC). La reazione sfrutta il potere elettron-attraente del gruppo piruvile.
- Transesterificazione intramolecolare, con formazione di un peptide "ramificato". Nei peptidi così ottenuti, il nuovo legame estere è rotto formando un nuovo C terminale a livello di una asparagina.
- Transesterificazione intermolecolare con trasferimento del peptide da una proteina a un'altra, come si vede nelle proteine Hedgehog autoprocessanti.

### Storia della struttura primaria delle proteine
L'ipotesi che le proteine fossero catene lineari di α-amminoacidi venne proposta simultaneamente da due scienziati durante la stessa conferenza, il 74th meeting of the Society of German Scientists and Physicians, tenutasi a Karlsbad nel 1902. Franz Hofmeister espose la sua ipotesi al mattino, basandosi su alcune reazioni nelle proteine; dopo poche ore venne seguito da Hermann Emil Fischer, che aveva raccolto un gran numero di prove chimiche a favore dello stesso modello.
La prima ipotesi sulla struttura primaria delle proteine venne avanzata nel 1882 dal chimico francese E. Gimaux.
Nonostante questi dati e successive dimostrazioni che le proteine digerite fossero costituite solamente da oligopeptidi, l'idea che le proteine fossero polimeri non ramificati di amminoacidi non venne accettata immediatamente. Alcuni rinomati scienziati, come William Astbury, dubitavano che i legami covalenti fossero abbastanza forti da tenere assieme molecole così lunghe. Herman Staudinger affrontò gli stessi pregiudizi quando nel 1920 intuì che il caucciù era composto da macromolecole.
Di conseguenza vennero avanzate ipotesi alternative. L'ipotesi della proteina colloidale affermava che le proteine fossero soluzioni colloidali di molecole più piccole. Questa ipotesi venne accantonata negli anni venti dopo misure con ultracentrifugazione di Svedberg, che mostrarono come la proteina avesse un peso molecolare ben definito e riproducibile, e esperimenti di elettroforesi di Arne Tiselius, che dimostrarono che le proteine sono molecole singole.
Una seconda ipotesi fu quella del ciclolo avanzata da Dorothy Wrinch. Tale ipotesi sosteneva che il legame peptide oscillasse tra 2 forme; una lineare e una ciclica ottenuta tramite il riarrangiamento del gruppo ammidico descritto dalla reazione: 
C=O + NH {\displaystyle \rightarrow } C(OH)-N 
che consentirebbe alla catena di piegarsi riproducendo una nuova struttura tridimensionale. Altre strutture primarie per le proteine furono proposte da altri ricercatori, come il modello della dichetopiperzina di Emil Abderhalden e il modello pirrolo-piperidina di Troensegaard nel 1942. Questi modelli comunque non ebbero mai molta credibilità e vennero definitivamente smentiti quando Frederick Sanger sequenziò con successo l'insulina e Max Perutz con John Kendrew dimostrarono tramite la cristallografia le strutture dell'emoglobina e della mioglobina.

### Relazioni della struttura primaria con quella secondaria e quella terziaria
La struttura primaria di un polimero biologico in buona parte ne determina quella tridimensionale conosciuta come terziaria, ma il ripiegamento di proteine ed acidi nucleici è così complesso che conoscendo solo la struttura primaria spesso non è possibile identificare neanche quella secondaria come la formazione di anse ed eliche. Comunque, conoscendo la struttura di peptidi della stessa famiglia o con sequenze simili (che è possibile ricavare anche con opportuni software come BLAST) si può dedurre il tipo di struttura terziaria più probabile. Le famiglie di sequenze sono spesso distinte tramite sistemi di clustering o di genomica strutturale; questi sono progetti che mirano a creare un set di strutture rappresentative per coprire tutto lo spazio di sequenze possibili per studiare qualunque peptide.

## Strutture primarie in altre molecole
In realtà si può dire che ogni eteropolimero lineare ha una struttura primaria usando l'analogia di termini con le proteine, ma questa terminologia è raramente usata. Ad esempio con RNA, che anche ha una complessa struttura secondaria, ci si limita a riferirsi più spesso alla sequenza così come col DNA (che in tal caso usualmente forma una doppia elica lineare con semplice struttura secondaria). Altri polimeri biologici come i polisaccaridi possono essere considerati come aventi una struttura primaria, sebbene questa terminologia anche in questo caso non è di norma usata.